# Olho d'Água das Cunhãs
Olho d'Água das Cunhãs est une municipalité brésilienne située dans l'État du Maranhão.